# Martin Kochmann
Martin Dagobert Kochmann (* 7. Februar 1878 in Breslau; † 11. September 1936 in Halle (Saale)) war ein deutscher Pharmakologe.

## Leben
Martin Kochmann wurde 1878 als Sohn des jüdischen Kaufmanns Aron Kochmann in Breslau geboren. 1896 legte er in seiner Heimatstadt das Abitur ab. Hierauf begann er ein Medizinstudium, zunächst von 1896 bis 1898 in Berlin und von 1898 bis 1900 in Breslau. 1901 trat Kochmann zum evangelischen Glauben über. Im gleichen Jahr meldete er sich als Einjährig-Freiwilliger zum Militär und diente in einem Grenadierregiment. 1902 promovierte er an der Universität Jena zum Dr. med. Dort bekleidete er anschließend eine Assistenzstelle. 1904 ging er ans Institut de Pharmacodynamie et de Therapie nach Gent, wo er bis 1906 blieb. Zwischen 1906 und 1914 arbeitete Kochmann als Assistent an der Universität Greifswald, wo er sich 1907 habilitierte und 1911 den Titel eines Professors erhielt. 1908 heiratete Kochmann Sophie Gabbe (1882–1951), die Tochter eines Greifswalder Ratsherrn. 1914 wechselte er an die Universität Halle, wurde aber nach Ausbruch des Ersten Weltkrieges schon wenig später als Stabsarzt zum Kriegsdienst einberufen. Für seinen Einsatz wurde er mit dem Eisernen Kreuz II. Klasse ausgezeichnet. Nach dem Krieg kehrte Kochmann nach Halle zurück und wurde dort 1920 zum ordentlichen Professor ernannt. 1921 wurde er Direktor des Pharmakologischen Instituts und 1924 Mitglied der Leopoldina. 
Von einer ersten „Säuberungswelle“ gegen jüdisch-stämmige Professoren, die 1933 nach der „Machtergreifung“ der Nationalsozialisten einsetzte, war er aufgrund seines Fronteinsatzes im Ersten Weltkrieg nicht betroffen. 1935 bat er dann aber selbst um seine Entlassung, die nach wenigen Tagen in Form der zwangsweisen Beurlaubung und Versetzung in den Ruhestand erfolgte. Gleichzeitig sicherte man ihm für seine „Bestrebungen, im Auslande wissenschaftliche Arbeitsmöglichkeiten zu erlangen“, ministerielle Unterstützung zu. Nachdem er im Oktober 1935 das Institut formell übergeben und sich abgemeldet hatte, verhaftete man ihn im Sommer 1936 unter dem Verdacht der „Begünstigung staatsfeindlicher und hochverräterischer Bestrebungen“: im Institut waren – als polizeiliches Gewahrsamsgut schon seit 1928 eingelagert – größere Mengen von Cyankali aufgefunden worden. Am 11. September 1936 nahm Martin Kochmann sich in seiner Zelle das Leben.

## Gedenken

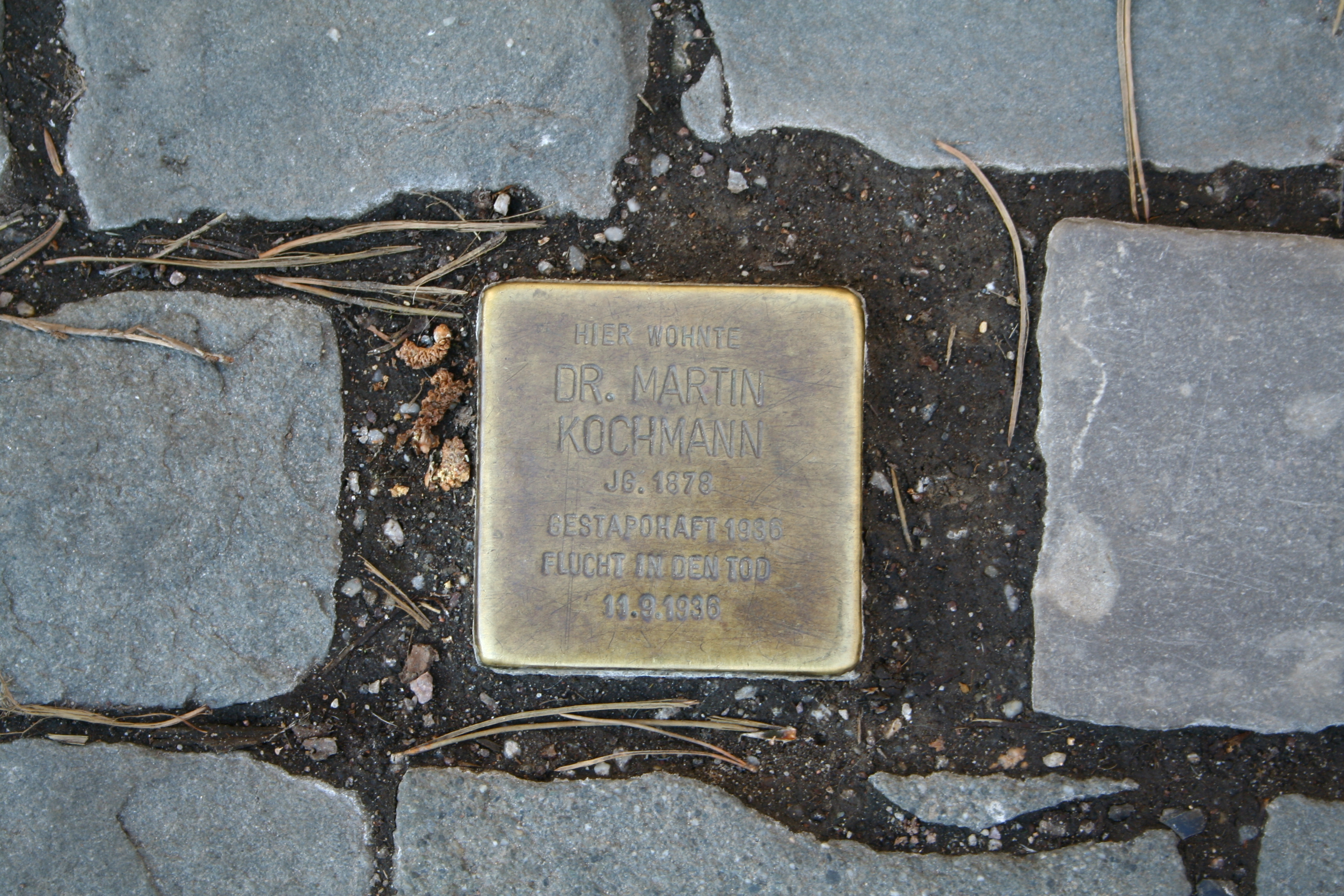
Stolperstein zum Gedenken an Martin Kochmann

Am 12. Dezember 2006 wurde zum Gedenken an Martin Kochmann vor seinem letzten Wohnort, der Friedenstraße 12a in Halle, ein Stolperstein verlegt.

## Schriften
- Über weibliche Sexualhormone (1928)
- Handbuch der experimentellen Pharmakologie. Ergänzungswerk. Band 2: Narcotica der Fettreihe (1936)